# Sidelifter

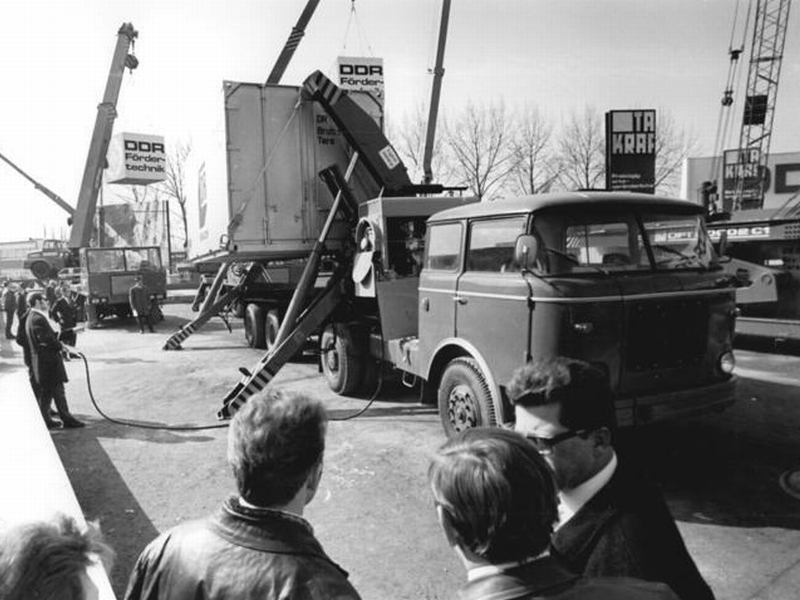
Sidelifter de contenidors de 1971.

El  Sidelifter és un tipus de camió grua, que incorpora un elevador lateral (en anglès,  sidelifter ) al semiremolc. Està dissenyat per a la manipulació de contenidors. Són útils perquè aquest vehicle pot descarregar o carregar contenidors en llocs on no existeixen altres grues. La grua es pot manejar a distància.

## Càrrega

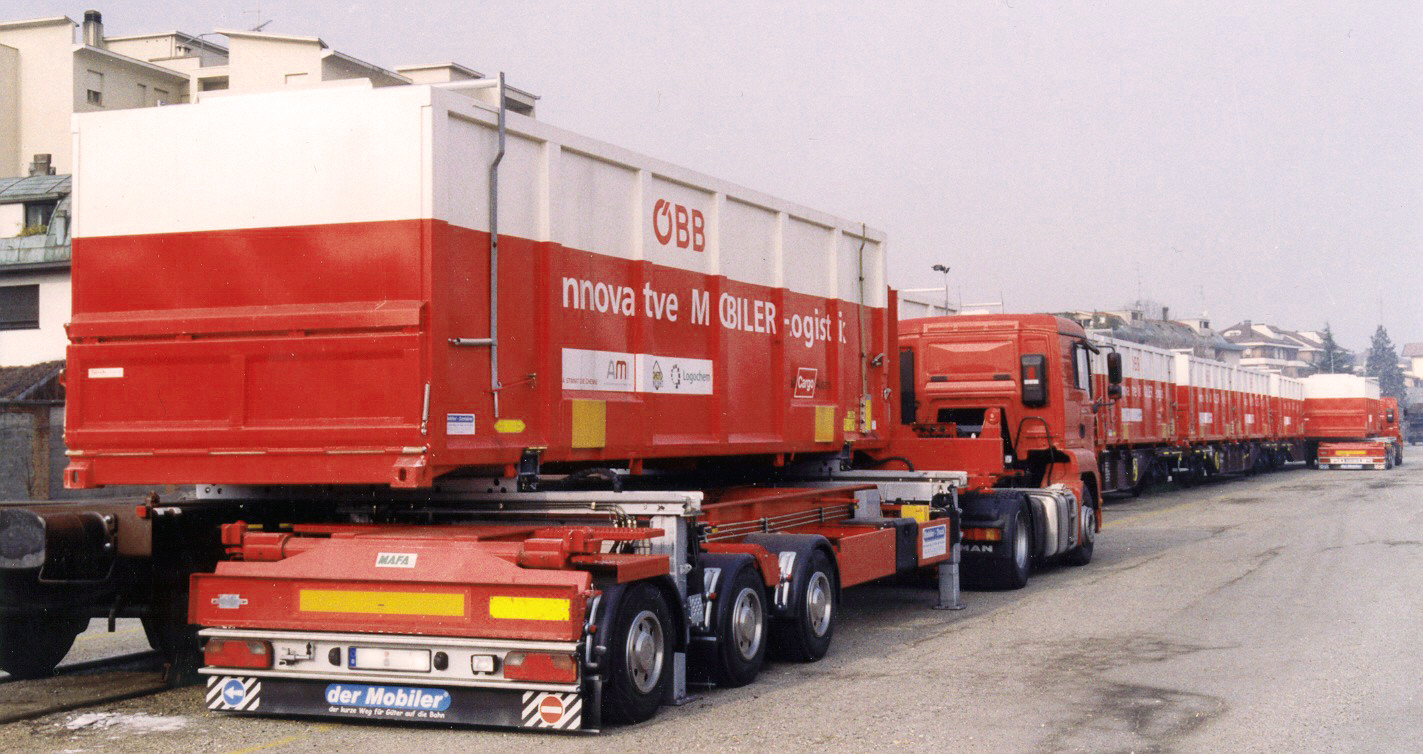
Sidelifter traslladant un contenidor des del semiremolc fins a un «vagó-plataforma» de ferrocarril.

Per tal d'ajustar la càrrega s'utilitzen cadenes amb ganxos o bé una eina amb spreader, que se serveix de 4 tancaments twist-lock, per evitar que la càrrega s'alliberi. Hi  sidelifter  amb capacitat per aixecar càrregues de fins a 32 tones i són capaços de treballar amb contenidors especials com els plànols o amb dipòsit, a més dels convencionals.
- Tipus de sidelifter: de 20 peus, de 20 a 40 peus, de 20 a 45 peus; segons la grandària dels contenidors que pot transportar.
- Mida dels contenidors: 3 m - 13 m/10 peus - 45 peus
- Pes total del contenidor: màxim 32 tones
- Alçada del contenidor: fins a 2,90 m

## Procés de desplaçament

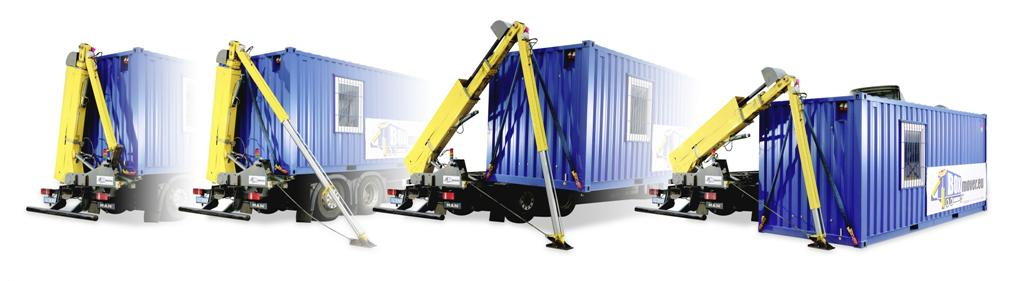
Il·lustració del procés de descàrrega amb la tecnologia BOXmover.

Dos braços hidràulics, muntats en un vehicle adjunt, en el remolc d'un camió, en un camió estàndard de 2 o 3 eixos o en un vagó de ferrocarril, que permeten accés a la càrrega, possibiliten la càrrega o descàrrega de contenidors estàndard d'un pes màxim de 32 tones. El procés s'executa mitjançant d'un sistema de control per ràdio situat al camió. És important notar que el sidelifter no és capaç d'apilar contenidors.

## Possibilitats tècniques

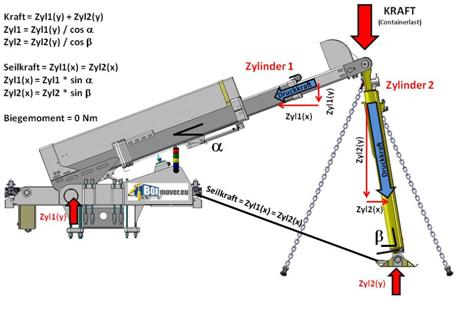
Triangle de forces.

El principi de funcionament del  sidelifter  és similar al de les grues, on es donen considerables moments de càrrega durant l'aixecament. Els  sidelifter  de tipus BOXmover no són grues pròpiament dites, atès que durant l'aixecament de la càrrega no es produeixen aquests moments. La tècnica es basa en un triangle de forces, que impedeix l'aparició de moments flectors.
Els dos cilindres telescòpics hidràulics orientats com les arestes superiors d'un triangle són capaços d'elevar/baixar o moure lateralment (amb l'ajuda d'una eina spreader en el tancament) una càrrega completa (una càrrega mòbil de 16 tones o un contenidor estàndard amb fins a 32 tones de pes total). Amb l'ajuda dels dos cilindres telescòpics, que formen un triangle tancat de forces, s'impedeix l'aparició de moments flectors i durant el procés de maneig de la càrrega només apareixen forces de pressió. Això permet un desplaçament horitzontal senzill i el seu posicionament a terra oa una alçada entre el terra i el camió, com quan cal col·locar el contenidor sobre un ferrocarril.

## Aplicacions
El camp d'aplicació d'aquest tipus de sistemes de maneig de càrregues és ampli, tan ampli com l'ús del contenidor per a transport de mercaderies. En el tràfic industrial, empreses productores utilitzen aquests vehicles per a les seves mercaderies. En l'àmbit del transport intermodal, caracteritzat per un freqüent transbordament de la càrrega entre carreteres i vies ferroviàries i perquè necessita una cadena de transport ininterrompuda. Els contenidors també s'utilitzen per al transport de residus, com és el cas de la ciutat o del trànsit marítim als terminals de contenidors.

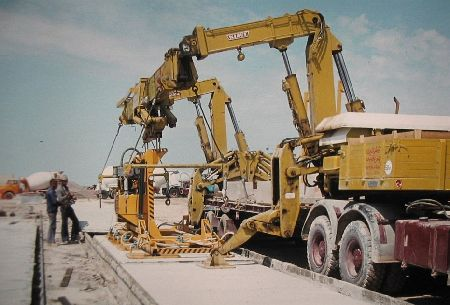
Sidelifter  amb elevador de buit.
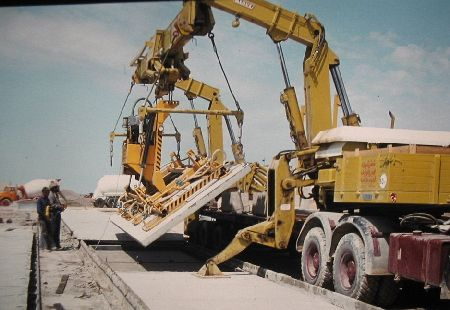
L'element de formigó s'aixeca.
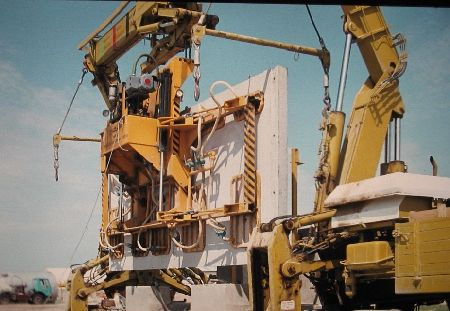
La paret de formigó es col·loca al  lowboy .